# Musse Pigg på skridskor
Musse Pigg på skridskor (originaltitel: On Ice) är en amerikansk tecknad kortfilm från 1935 som ingår i Musse Pigg-serien.

## Handling
Det är vinter och de tre vännerna Musse Pigg, Kalle Anka och Jan Långben är ute på en frusen sjö.
- Musse Pigg försöker hjälpa Mimmi Pigg att åka skridskor och har med sig kuddar ifall det händer att hon faller.

- Jan Långben är ute på isen för att fånga fiskar i en vak. Han häller tuggtobak i vattnet vilket får fiskarna att vilja spotta över ytan.

- Kalle Anka försöker driva med Pluto genom att sätta skridskor på hans fötter och lura ut honom på isen.

De olika händelserna på den frusna sjön går senare in i varandra när Kalle Anka skridskoseglar. Då fångas han upp av vinden och flyger ut över ett vattenfall. Musse hör att han skriker efter hjälp, och försöker rädda honom genom att ta tag i en tråd från Kalles tröja. Till slut landar Kalle just där Långben sitter och fiskar.

## Om filmen
Filmen är den 79:e Musse Pigg-kortfilmen som producerades och den åttonde och sista som lanserades år 1935.

### Svenska visningar
Filmen hade svensk premiär den 20 april 1936 på biografen Spegeln i Stockholm.
Filmen har haft flera svenska titlar genom åren. Vid biopremiären 1936 gick den under titeln Musse Pigg på skridskor. Alternativa titlar till filmen är På hal is, Kalle Anka på skridskor, Kalle Anka på hal is och Musse åker skridskor, varav den sistnämnda titeln är den som använts på svensk DVD-utgivning.
Filmen har givits ut på VHS såväl som DVD och Blu-ray och finns dubbad till svenska.

## Rollista
- Walt Disney – Musse Pigg
- Clarence Nash – Kalle Anka
- Pinto Colvig – Jan Långben, Pluto
- Marcelitte Garner – Mimmi Pigg[7]